# Milan Donie
Milan Donie (* 3. Januar 2005 in Kortrijk) ist ein belgischer Radrennfahrer, der auf der Straße aktiv ist.

## Sportlicher Werdegang
Bereits als Junior machte Donie auf internationaler Ebene wiederholt durch Top-10-Platzierungen auf sich aufmerksam, unter anderem als Dritter bei Lüttich–Bastogne–Lüttich Juniors. Mit dem Wechsel in die U23 wurde Donie 2024 Mitglied Lotto Dstny Development Team. Seinen ersten Sieg bei einem internationalen Rennen erzielte er beim Eintagesrennen Flèche Ardennaise 2024, das er mit einem Solo über 90 Kilometer für sich entschied. Nach einem weiteren Jahr im Development Team ist geplant, dass Donie zur Saison 2026 in das Profi-Team wechseln wird.

## Erfolge
2023
- Bergwertung La Philippe Gilbert juniors

2024
- Flèche Ardennaise

2025
- Nachwuchswertung Tour du Rwanda 2025